# 嫦娥奔月 (1988年电视剧)
《嫦娥奔月》是中国大陆安徽省黄梅剧院、安徽电影制片厂联合拍摄的一部古装神话剧，讲诉了嫦娥和后羿之间唯美凄凉的爱情故事。

## 剧情
远古时期，部落民后羿扫除妖孽，天帝封后羿为狩猎神，引起三足金乌不满，刹时天空十日迸发，大地干裂、生灵涂炭、一派凄凉。嫦娥助后羿射落九日，人间复苏，天帝闻讯大怒，摘后羿神位，去其阳寿，西王母偷送长生不老药给后羿，蓬蒙欲夺药，后羿命嫦娥服吞服，嫦娥升天，后羿遥望明月，死不瞑目。

## 演员
| 演員   | 角色       |
| 周莉   | 嫦娥       |
| 杨宝龙 | 后羿       |
| 陈小成 | 宗伯       |
| 龚卫玲 | 洛嫔       |
| 蒋建国 | 河伯       |
| 梁越松 | 山妖       |
| 葛剑群 | 仙子       |
| 周山   | 羽童       |
| 刘华   | 蓬蒙       |
| 王成   | 木桑       |
| 俞士伟 | 天帝       |
| 陈洁   | 西王母     |
| 水从康 | 吴刚       |
| 符广美 | 后羿母     |
| 周九龄 | 奄兹       |
| 刘伟   | 金羽三足乌 |

## 电视原声带
主題曲：嫦娥奔月
主唱：李雯 · 作詞：王冠亚 · 作曲：徐志远 · 
编舞：孙志如
演奏：安徽省歌舞团乐队